# Hongrois au Royaume-Uni
Les Hongrois au Royaume-Uni (en hongrois : Magyarok az Egyesült Királyságban) sont les citoyens britanniques d'origine hongroise. Un très grand nombre d'entre eux et de leurs descendants sont devenues connus ou reconnus, parmi eux nous pouvons citer Stephen Fry, Gábor Dénes, Leslie Howard, Arthur Koestler, Emma Orczy ou Rachel Weisz. 